# Tartagal
Tartagal – miasto w Argentynie w prowincji Salta.
W 2006 roku miasto liczyło 56 tys. mieszkańców.